# Micsoda éjszaka!
A Micsoda éjszaka!  1958-as magyar filmvígjáték, amelyet Révész György rendezett, Latabár Kálmán, Tolnay Klári és Ruttkai Éva főszereplésével. A budapesti Hunnia Stúdióban forgatták.

## Szereposztás
- Latabár Kálmán – Tőrös Antal
- Tolnay Klári – Karsai Klára
- Ruttkai Éva – Vera
- Horváth Tivadar – Vili
- Kazal László – betöró
- Rozsos István – Csapodi Tomi grafikus
- Gordon Zsuzsa – Csapodi menyasszonya
- Zenthe Ferenc – Suhajda, taxisoför
- Gáti József – betörõ
- Bárdy György – betörő
- Fónay Márta – Huffnágelné Amál
- Szabó Ernő – Huffnágel Jenõ
- Lengyel Erzsi
- Peti Sándor – Matyi bácsi
- Somogyi Nusi – régiség-kereskedőnő
- Rózsahegyi Kálmán
- Mányai Lajos – Frédi, házigazda
- Keresztessy Mária – Frédi felesége
- Ascher Oszkár
- Pethes Sándor – Dr. Gonda Mihály
- Mádi Szabó Gábor – Földvári százados
- Garas Dezső – Huffnágel János

## Cselekmény
Dr. Tőrös Antal szigorú középiskolai matematikatanár (Latabár Kálmán) különleges feladatot kap: egy súlyos beteg kisfiúnak kell életmentő gyógyszerét bűnözőktől megszereznie. Ebben segítője egy prostituált, Vera (Ruttkai Éva) lesz, aki alvilági kapcsolatait felhasználva, megmenti a gyermeket. 

## Társadalmi háttér
Az 1956-os forradalom leverése utáni kádári megtorlás alatt, amikor tucatnyi halálbüntetést hajtanak végre, és tízezrek vannak még börtönben, az éppen csak megindult televíziózás idején a film volt az egyetlen milliókhoz eljutó vizuális médium. Ebben a közegben forgatta le a harmincadik életévét épphogy betöltött Révész György, a forgatókönyv egyik szerzője ezt a széles társadalmi rétegek együttműködését bemutató fekete-fehér alkotását. Külön érdekessége, hogy a filmvígjátéki elemekkel élvezhetővé tett népnevelésben a kor híres és később híressé váló színészeit vonultatja fel a filmvásznon, ám nem a megszokott szerepskatulyájukban, hanem éppen ellenkező karaktereket alakítva. A táncos-komikusként népsűrűvé vált Latabár Kálmán itt komoly és merev tudósként kénytelen a félvilági nőt játszó Ruttkai Évának udvarolni, aki addig a Liliomfi bájos fogadóslányát formálta meg. Tolnay Klári a finom úrinőként megismert hölgy helyett itt praktikus, idősödő tanárnő. Zenthe Ferenc, akárcsak a harminc évvel későbbi Szomszédokban ügyeskedő taxisofőrként jelenik meg, számtalan színházi- és filmsikere után. A film a hatalom részéről elvárt pozitív végkicsengést hordozva kellemes kikapcsolódást jelent ma is a közönségnek.

## Fordítás
- Ez a szócikk részben vagy egészben  a   What a Night! (1958 film) című angol Wikipédia-szócikk ezen változatának fordításán alapul.  Az eredeti cikk szerkesztőit annak laptörténete sorolja fel. Ez a jelzés csupán a megfogalmazás eredetét és a szerzői jogokat jelzi, nem szolgál a cikkben szereplő információk forrásmegjelöléseként.

## Bibliográfia
- Homoródy József: Magyar film, 1948–1963. Filmtudományi Intézet, Budapest, 1964
- Bujir Rîpeanu (szerk.): Filmoperatőrök, díszlet- és jelmeztervezők nemzetközi jegyzéke: Magyarország (a kezdetektől 1988-ig) Saur, 1981